# Kanton Saint-Priest
Der Kanton Saint-Priest war bis 2015 ein französischer Kanton im Arrondissement Lyon und in der Region Rhône-Alpes. Er gehörte ursprünglich zum Département Rhône und bestand aus der Stadt Saint-Priest. Der Kanton wurde abgeschafft, als auf seinem Einzugsgebiet die Métropole de Lyon das Département Rhône als übergeordnete Gebietskörperschaft zum Jahreswechsel 2014/2015 ablöste und die Kantone ihre Funktion als Wahlkreise verloren. Seine letzte Vertreterin im conseil général des Départements war Evelyne Fontaine (PS), sie folgte auf Bruno Polga (ebenfalls PS, Amtszeit 1985–2011) nach.